# Alceo Thrasyvoulou
Alceo Thrasyvoulou (Montevideo, 1974) es un escritor uruguayo de cómics. 

## Biografía
Comenzó su carrera en 1998 cuando escribió el guion de la tira cómica Dula en un suplemento diario del periódico La República y después en Revista Posdata. Fue responsable de los guiones y dibujos de las tiras cómicas Vladimir y Master Hamster y animaciones como La Familia Pérez y Jeff Porcaro. En 2008 y 2009, editó el suplemento cómico Freedonia en la revista Freeway, y ha escrito guiones para artistas como Richard Ortiz, Renzo Vayra, Federico Murro, Daniel Pereyra y Juan Pablo Zorrilla. En 2010 comenzó a publicar el cómic El Viejo (dibujos de Matías Bergara), que fue lanzado como libro en 2013, ganando el Troféu HQ Mix, principal premio brasileño de cómics, en la categoría de «destacado latinoamericano».